# Ucranianos
Os ucranianos (ucraniano: українці; transl. ukrayintsi) são um grupo étnico eslavo oriental que vive principalmente na Europa Oriental.

## Origem
Os ucranianos são descendentes de vários povos que habitavam a vasta área que se estende do norte do Mar Negro às fronteiras de Rússia, Polônia, Moldávia, Bielorrússia e Eslováquia. Esses povos incluíam várias tribos nômades, como os citas e os sármatas, de línguas iranianas; os godos e os varangianos, de línguas germânicas e os cazares, pechenegues e cumanos, de línguas turcas. De qualquer forma, as origens ucranianas são preponderantemente eslavas, e as tribos nômades não-eslavas, que que viviam  principalmente nas estepes do sul da Ucrânia, têm pouca influência nos ancestrais dos modernos ucranianos. O ucraniano é uma língua eslava oriental. Os antigos eslavos orientais habitavam as terras da atual Ucrânia desde os tempos antigos. A partir do século VI, tornaram-se dominantes na região e fundaram a cidade de Kiev - antiga capital do poderoso estado conhecido como Rus' quievanos. O cnezo  Vladimir I converteu-se ao cristianismo em 988 ).

## História
A Ucrânia tem uma história bastante turbulenta, característica que se explica  pela sua posição geográfica. Os ucranianos fizeram parte do grupo dos russos antigos até o século XIV. De qualquer forma, a longa história de separação e as influências estrangeiras transformaram perceptivelmente sua identidade etnolinguística, separando-os dos demais russos.
A identidade nacional ucraniana se desenvolveu em oposição ao domínio estrangeiro no século XIX. Na Rússia Imperial, o uso da língua ucraniana foi desencorajado e, em vários períodos, suprimida, sendo que muitos poetas, escritores, bem como a elite política e intelectual ucraniana, foram exilados para Sibéria, Cazaquistão, etc.. A perseguição contra os ucranianos era também considerável na Polônia e na Áustria-Hungria. Durante o período soviético, a língua ucraniana foi em geral suprimida (tal como todas outras línguas dos países integrantes da ex-União Soviética) mas, com a chegada ao poder de alguns chefes de governo de origem ucraniana (tal como Gorbachov), passou a ser tolerada. Muitos ucranianos foram enviados para campos de concentração  por tentarem se opor ao totalitarismo e ao imperialismo de Stalin, conservar a cultura ucraniana e se defender das tentativas de russificação da Ucrânia.
A Ucrânia originariamente fazia parte do Grão-Ducado da Lituânia e da Comunidade Lituano-Polaca (Rzeczpospolita Obojga Narodów), depois dos impérios russo, otomano e austro-húngaro, Polônia e União Soviética, finalmente tornando-se independente em 24 de agosto de 1991. Ucrânia revoltava-se muitas vezes (e tinha formado em alguns períodos um país organizado), entre muitas tentativas de construção de um Estado destacam-se; país dos cossacos que eram controlados por Hétmans nos séculos XVII e XVII (sendo o país mais democrático da Europa da época e com maior poder militar - 300 mil cossacos muito organizados e louvados por seus nobres feitos pelo povo ucraniano) e também República Popular da Ucrânia (RNU), de 1917 a 1921. Apesar das dificuldades, havia conseguido organizar-se como país, mas não resistiu ao poder da propaganda e das forças armadas soviéticas, ficando sem ajuda dos aliados (Alemanha e Áustria) e sofrendo ataques surpresas (soviéticos desonraram o pacto que fora feito entre eles e a Ucrânia).

## População

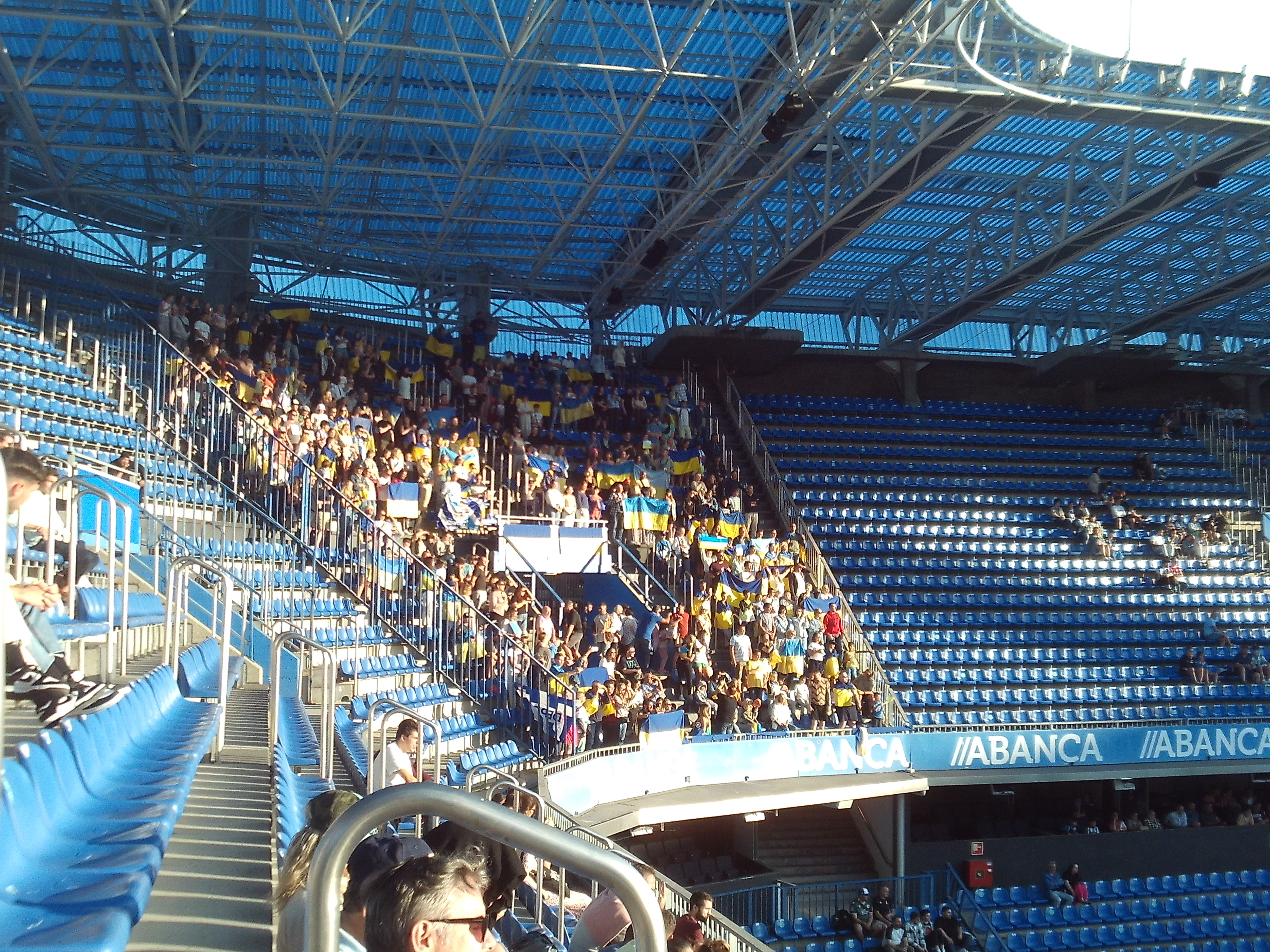
Torcedores ucranianos no estádio de Riazor, Corunha, Galiza, Espanha.

Os ucranianos são um dos maiores grupos étnicos europeus com uma população de mais de 45 milhões de pessoas em todo o mundo. A maioria dos ucranianos étnicos, cerca de 39 milhões no total, vive na Ucrânia onde constituem cerca de três quartos da população. A maior comunidade ucraniana fora da Ucrânia está na Rússia, onde cerca de 4,4 milhões de cidadãos russos se consideram etnicamente ucranianos, enquanto milhões de outros (principalmente no sul da Rússia e na Sibéria tem alguma ancestralidade ucraniana. Há também cerca de três milhões de ucranianos na América do Norte (1,5 milhão nos Estados Unidos e 1,3 milhões no Canadá). Um grande número de ucranianos vive no Cazaquistão (cerca de 900 mil), Moldávia (600 mil), Brasil (500 mil), Polônia (300 mil), Bielorrússia (290 mil), Uzbequistão (150 mil), Quirguistão (cem mil), Eslováquia (200 mil), Argentina (200 mil) e Portugal (66 048, devido à imigração ilegal este número é bastante inferior à realidade). Há também ucranianos dispersos na Romênia, Alemanha e na Sérvia e Montenegro.

### No Brasil
A comunidade ucraniana do Brasil ronda 500 mil pessoas, incluindo-se os descendentes. A emigração para o Brasil, em grupos mais numerosos, iniciou-se em fins do século XIX (1895). Os imigrantes ucranianos localizaram-se principalmente no estado do Paraná - onde fixou-se quase 90% dos imigrantes desta etnia - e também nos de Santa Catarina e Rio Grande do Sul. Mais tarde uma corrente apreciável localizou-se no estado de São Paulo.

### Em Portugal
Os ucranianos constituem actualmente a segunda maior comunidade estrangeira residente em Portugal, com 44 074 imigrantes documentados, em 2012, sendo apenas inferior à comunidade brasileira. Este número representa uma quebra relativamente aos 62 448 ucranianos que residiam em Portugal em 2002, ano em que constituíam a maior comunidade imigrante em Portugal. Esta descida deveu-se, nomeadamente, à crise económica em Portugal, ao aumento do controlo da imigração clandestina e ao facto de muitos imigrantes ucranianos terem entretanto obtido a nacionalidade portuguesa. É uma comunidade relativamente jovem em comparação com o resto da população portuguesa e com níveis de qualificação académica e profissional comparativamente elevados. No entanto, a maioria trabalha em profissões de baixa qualificação e baixos salários, nomeadamente em serviços de limpeza, construção civil, indústrias transformadoras, serviços de transportes, hotelaria e restauração. Esta situação tem vindo a ser atenuada, com um crescimento no número de trabalhadores ucranianos em profissões mais qualificadas e mais bem remuneradas.

## Religião
Os ucranianos são predominantemente cristãos ortodoxos, mas no sul e no leste da Ucrânia é mais comum a Igreja Ortodoxa Ucraniana sob o Patriarca de Moscou e a Igreja Ortodoxa Russa. Alguns ucranianos especialmente na região ocidental da Galícia são católicos de rito oriental, pertencendo mais especificamente à Igreja Greco-Católica Ucraniana. Várias igrejas protestantes como também a nacionalista não-canônica Igreja Ortodoxa Ucraniana liderada pelo Patriarca de Kiev Filareto (Mykhailo Denysenko) cresceram entre os ucranianos.